# فرنسيسكو فرنانديز (أستاذ جامعي)
فرنسيسكو فرنانديز (بالإسبانية: Francisco Fernández Buey)‏ (و. 1943 – 2012 م) هو أستاذ جامعي، وفيلسوف، وكاتب مقالات، وكاتب، وسياسي، ومترجم إسباني، ولد في بالنثيا، توفي في برشلونة، عن عمر يناهز 69 عاماً.

## التعليم
تعلم في جامعة برشلونة
.